# Damernas stafett vid världsmästerskapen i skidskytte 2011
Damernas stafett vid VM i skidskytte 2011 avgjordes den 13 mars 2011 i Chanty-Mansijsk, Ryssland kl. 10:50 svensk tid (CET). Detta var damernas sista tävling på världsmästerskapet och även mästerskapets allra sista tävling. Distansen var 4 x 6 km. Totalt var det åtta skjutningar, fyra liggande och fyra stående totalt. Varje åkare hade fem ordinarie skott och tre extraskott på sig att skjuta serien med fem mål, om det fortfarande fanns prickar kvar blev det straffrunda. Guldmedaljör blev Tyskland och laget bestod av Andrea Henkel, Miriam Gössner, Tina Bachmann och Magdalena Neuner.

## Tidigare världsmästare
| År   | Ort             | Mästare         |
| ---- | --------------- | --------------- |
| 2006 | Pokljuka        | Tävlades inte i |
| 2007 | Antholz         | Tyskland        |
| 2008 | Östersund       | Tyskland        |
| 2009 | Pyeongchang     | Ryssland        |
| 2010 | Chanty-Mansijsk | Tävlades inte i |

## Resultat
| Placering | Namn                                                                   | Nation      | Tid       | Straffrundor + extraskott       |
| --------- | ---------------------------------------------------------------------- | ----------- | --------- | ------------------------------- |
| 1         | Andrea Henkel Miriam Gössner Tina Bachmann Magdalena Neuner            | Tyskland    | 1:13,31,1 | 02 + 01 02 + 23 02 + 02 01 + 00 |
| DSQ       | Valj Semerenko Vita Semerenko Olena Pidhrusjna Oksana Chvostenko       | Ukraina     | +24,5     | 0 + 01 0 + 02 0 + 01 0 + 00     |
| 2         | Anais Bescond Marie Laure Brunet Sophie Boilley Marie Dorin            | Frankrike   | +47,2     | 02 + 01 0 + 00 3 + 02 01 + 00   |
| 3         | Nadzeja Skardzina Darja Domratjeva Nadzeja Pisareva Ljudmila Kalintjyk | Vitryssland | +1:47,4   | 0 + 01 01 + 00 + 00 1 + 13      |
| 4         | Michela Ponza Karin Oberhofer Katja Haller Dorothea Wierer             | Italien     | +2:47,7   | 0 + 00 + 03 0 + 13 0 + 01       |
| 5         | Synnøve Solemdal Ann Kristin Flatland Fanny Horn Tora Berger           | Norge       | +2:53,1   | 02 + 02 0 + 13 02 + 13 0 + 02   |
| 6         | Jenny Jonsson Anna Carin Zidek Anna Maria Nilsson Helena Ekholm        | Sverige     | +3:04,0   | 0 + 01 0 + 01 02 + 02 0 + 03    |